# Bukowina (Brzeziny)
Bukowina – część wsi Brzeziny w Polsce, położona w województwie podkarpackim, w powiecie ropczycko-sędziszowskim, w gminie Wielopole Skrzyńskie.
W latach 1975–1998 Bukowina administracyjnie należała do województwa rzeszowskiego.